# Altenia
Altenia là một chi bướm đêm thuộc họ Gelechiidae.